# Константиновка (посёлок городского типа, Арбузинский район)
Константиновка (укр. Костянтинівка) — посёлок в Арбузинском районе Николаевской области Украины.

## Географическое положение
Расположен на левом берегу Южного Буга, в 22 км к юго-западу от районного центра.
Поселковому Совету подчинено село Бугское.

## История
Село основано в 1703 году.
По состоянию на начало 1895 года Константиновка являлась торговым селом Елисаветградского уезда Херсонской губернии, здесь насчитывалось 582 двора и 3 198 жителей, действовали две школы, несколько торговых лавок и еврейский молитвенный дом, еженедельно проходили базары, в окрестностях села добывали гранит и строительный известняк.
Во время Великой Отечественной войны в 1941 - 1943 гг. селение находилось под немецкой оккупацией.
В 1976 году Константиновка стала посёлком городского типа.
В январе 1989 года численность населения составляла 4397 человек.
В июле 1995 года Кабинет министров Украины утвердил решение о приватизации находившегося здесь АТП-1412.
По состоянию на 1 января 2013 года численность населения составляла 2238 человек.

## Местный совет
55300, Николаевская обл., Арбузинский р-н, с. Константиновка, пл. Соборная, 20

## Транспорт
Посёлок находится в 19 км от ближайшей железнодорожной станции Кавуны на линии Колосовка — Помошная Одесской железной дороги. Через посёлок проходит автомобильная дорога Первомайск — Вознесенск — Николаев.

## Известные уроженцы
- Журавлёв Иван Никифорович (род. 1927) —  советский и российский административный деятель, деятель промышленности. Помощник Председателя Верховного Совета Марийской ССР (1992—1994). Директор завода «Электроавтоматика» г. Йошкар-Олы Марийской АССР (1973—1988). Заслуженный машиностроитель Марийской АССР (1987). Кавалер ордена Ленина (1981). Член КПСС с 1979 года.